# Galicisch–Wolhynische Kroniek
De Galicisch–Wolhynische Kroniek (GVC) is een prominent werk van Oudroetheense literatuur en geschiedschrijving. Het bestrijkt de jaren 1201–1292 in de geschiedenis van het Vorstendom Galicië-Wolynië (in hedendaags Oekraïne).

## Benamingen
Het werk is ook bekend als Kroniek van Halytsj–Volyn en De Dynastieke Kroniek der Romanovichi, In het Oekraïens is het Галицько-Волинський літопис Halytsjko-Volynsjkyj litopys en in het Pools Latopis Halicko-Wołyński),

## Tekstgetuigen
De oorspronkelijke kroniek, die aan het eind van de 13e eeuw werd voltooid, is niet bewaard gebleven. De oudst bekende kopie maakt deel uit van de vroeg 15e-eeuwse Hypatiuscodex, ontdekt in het Ipatjev-klooster van Kostroma door de Russische historicus en essayist Nikolaj Karamzin. Hij vond ook de tweede codex van de Galicisch–Wolhynische Kroniek, de 16e-eeuwse Chlebnikovcodex (die als belangrijkste manuscript wordt beschouwd).
In 1973 waren er vijf kopieën bekend: Hypatius (Ipatjev), Chlebnikov (X), Pogodin (P), Krakau (C), en Ermolaev (E). Anno 2022 waren er zeven bewaard gebleven codices/manuscripten bekend die een papieren kopie bevatten van de Galicisch–Wolhynische Kroniek:
- Hypatiuscodex (circa 1425)[1][5] – bevat een foutieve chronologie ingevoegd door een latere kopiist[6]
- Chlebnikovcodex (circa 1575) / Ostroz'kyj[1][5] – bevat geen chronologie[6]
- Pogodin/Chetvertyns'kyj-tekst[1][5] – bevat geen chronologie[6]
- Krakau-tekst (late 18e eeuw in Latijns schrift) – slecht gekopieerd vanuit de Pogodin-tekst[1]
- Bundur/Jarotski (Iarocki)-tekst[5]
- Ermolaev (Yermolayev)-tekst[5] – vergelijkbaar met Chlebnikov, maar sterk ingekort en vervormd[1]

## Inhoud
De Galicisch–Wolhynische Kroniek heeft twee delen:
- Het Galicische deel (1201–1260)[1][7]
- Het Wolhynische deel (1261–1292)[1][7]

De samensteller van de Galicisch–Wolhynische Kroniek verklaarde de aanspraken van Galicia op het Kievse Rijk. Het eerste deel van de Kroniek (de Daniel van Galicië-kroniek) was geschreven in Kholm, wellicht door een boyar genaamd Dionisiy Pavlovich. Enkele wetenschappers denken dat de gehele GVC zou kunnen zijn geschreven door elf unieke auteurs, waarna het werd samengesteld tot één doorlopende tekst.

## Studies en vertalingen
De edities van 1843, 1908 en 1962 van de GVC gepubliceerd in de Polnoe sobranie russkikh letopisei (PSRL; "Complete Collectie van Russische Kronieken") en de editie van de Archaeografische Commissie van 1871 waren nog steeds hoofdzakelijk waren gebaseerd op de Hypatius-tekst. Chlebnikov werd slechts gebruikt voor variantlezingen. De Russische parafrase van A. Klevanov (1871) was de eerste publicatie – zij het eentje met zeer veel fouten – die de Chlebnikov-tekst als de grondslag voor het reconstrueren van de GVC hanteerde. De eerste taalkundige studies van de gehele Hypatiuscodex werden gepubliceerd door Makaroesjka (1896) en Nikolskij (1899). Vergeleken met de Primaire Kroniek en Kievse Kroniek werd er relatief weinig aandacht besteed aan de Galicisch–Wolhynische Kroniek tot de jaren 1890, toen Oekraïens historicus Mychajlo Hroesjevsky historische en literaire interesse erin stimuleerde. Hroesjevsky stelde de eerste betrouwbare chronologie van gebeurtenissen in de GVC vast. Hij toonde aan dat de foutieve chronologie in de Hypatius-tekst van de GVC was ingevoegd door een latere kopiist. Het was duidelijk dat de oorspronkelijke auteur zijn tekst had willen schrijven in navolging van de op gebeurtenissen gebaseerde – in plaats van op jaren gebaseerde (annalistieke) – Griekse chronografen. Maar hij is er nooit aan toegekomen om de gebeurtenissen waarover hij had zitten schrijven te dateren. Derhalve voegde een latere kopiist jaartallen toe, maar op onjuiste wijze. Verder vertaalde Hroesjevsky bepaalde passages ervan, met historisch en literair commentaar.
Panov publiceerde in 1936 een moderne Russische vertaling van de Galicisch–Wolhynische Kroniek, die volgens Daniel Clarke Waugh (1974) "af en toe blunders" bevatte. Waugh suggereerde dat de moderne Oekraïense vertaling van Teofil Kostrub, ook uitgebracht in 1936, "getrouwer was aan het origineel" dan de Engelse vertaling van Perfecky uit 1973.
De eerste Engelse vertaling van de Galicisch–Wolhynische Kroniek werd in 1973 gepubliceerd met een index en aantekeningen door professor George A. Perfecky van de La Salle-universiteit in Philadelphia. Het maakte deel uit van een grootschalig project om in modern Engels kritische edities te produceren van de gehele Hypatiuscodex onder begeleiding van professor Omeljan Pritsak (die datzelfde jaar de Harvard Ukrainian Research Institute oprichtte). Perfecky streefde naar een "vrije (maar getrouwe) in plaats van letterlijke interpretatie van de kroniek". Pritsak waarschuwde de lezer "dat dit pioniersstappen zijn in de richting van een uitgebreide studie van dit werk" en dat een herziene editie zou worden voorbereid "na de voltooiing van het hele project, dat naar schatting minstens tien jaar zal duren". Waugh recenseerde deze editie, waarbij hij wees op enkele fouten in de vertaling, zei dat het "herzien moet worden" en suggereerde "dat de publicatie een beetje voortijdig was".
In 2006 toonde de Bulgaarse historisch taalkundige Daniela S. Hristova (1962–2010) aan dat er sprake was van een duidelijke taalkundige en stilistische grens in het midden van kolom 848, tussen het einde van het lemma voor het jaar 1260 (6768) en het lemma voor het jaar 1261 (6769). Ze concludeerde dat hier het Galicische deel eindigde en het Wolhynische deel begon. Zij en Petro Tolochko (2003) ondersteunden ook de hypothese van Mykola F. Kotlyar (1993) dat het Galicische deel uit zes verschillende verhalen van afzonderlijke auteurs bestond, en dat het Wolhynische deel vijf verschillende verhalen tot één verhaal samenvoegde, waarmee de hele GVC zodoende waarschijnlijk door elf verschillende mensen was geschreven.